# Tang bao
Tang bao se trata de una preparación culinaria típica de la cocina china. Consiste en una sopa servida como relleno en el interior de un baozi típico de Jingjiang, China. 

## Características
Existen dos formas de elaboración. La primera consiste en una presentación de un baozi cocido en un vaporizador de bambú. La forma más tradicional de comer este plato es mordiendo una zona de la pasta y comiendo el contenido de su interior mediante una cuchara. La segunda versión es más moderna, y consiste en absorber el contenido líquido de la sopa mediante una paja insertada en su parte superior, la cáscara que sirve de contenedor y que forma parte de la pasta se suele comer a posteriori. Otra forma de esta preparación especial de servir una sopa se denomina:  Crab-roe tang bao (蟹黄湯包) y es típica de Jiangsu.